# Liste der Kreisstraßen in Passau
Die Liste der Kreisstraßen in Passau ist eine Auflistung der Kreisstraßen in der bayerischen Stadt Passau mit deren Verlauf. 

## Abkürzungen
- PA: Kreisstraße im Landkreis Passau
- PAs: Kreisstraße in der kreisfreien Stadt Passau
- St: Staatsstraße in Bayern

## Liste
Nicht vorhandene bzw. nicht nachgewiesene Kreisstraßen werden in Kursivdruck gekennzeichnet, ebenso Straßen und Straßenabschnitte, die unabhängig vom Grund (Herabstufung zu einer Gemeindestraße oder Höherstufung) keine Kreisstraßen mehr sind.
Der Straßenverlauf wird in der Regel von Nord nach Süd und von West nach Ost angegeben.
| Nr. PAs | Verlauf |
| ------- | --- |
| PAs 1   | (PA 1 im Landkreis Passau) – Stadtgrenze – Patriching – PAs 30 – Patriching – PAs 4 – Patriching – Neureut – Ries – PAs 3 – Neue Rieser Straße – / |
| PAs 2   | St 2319 – Sulzsteg – |
| PAs 3   | PAs 1 – Rennweg – Oberhaus – Veste Oberhaus |
| PAs 4   | PAs 1 – Tittlinger Straße – Lüftlbergstraße – Vilshofener Straße – /                                                                               |
| PAs 20  | (PA 20 im Landkreis Passau) – Stadtgrenze – Salzweger Straße – St 2319                                                                             |
| PAs 26  | (PA 26 im Landkreis Passau) – Stadtgrenze – Kirchberger Straße – St 2125                                                                           |
| PAs 30  | St 2125 – Walding – Stadtgrenze – (PA 30 im Landkreis Passau) – Stadtgrenze – Patriching – PAs 1                                                   |